# Ação de 22 de setembro de 1914

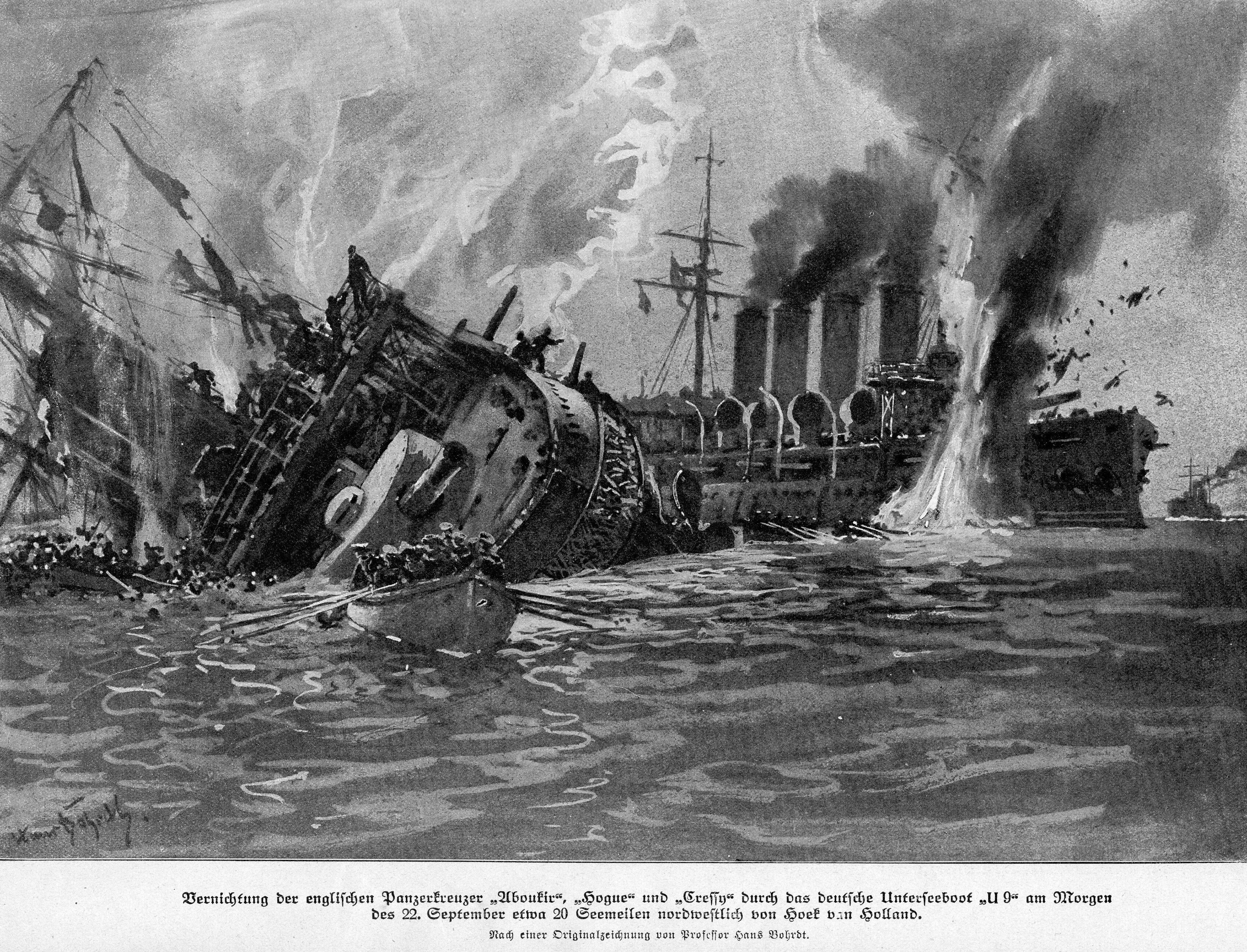
Naufrágio dos cruzadores blindados britânicos Cressy, Hogue e Aboukir

A Ação de 22 de setembro de 1914 foi um ataque do submarino alemão U-9 ocorrido durante a Primeira Guerra Mundial. Três cruzadores obsoletos da Marinha Real, do 7º Esquadrão de Cruzadores, tripulados principalmente por reservistas de meio período da Reserva Naval Real e às vezes chamados de Esquadrão de Isca Viva, foram afundados pelo U-9 enquanto patrulhavam o sul do Mar do Norte.
Navios neutros e traineiras próximas começaram a resgatar sobreviventes, mas 1 459 marinheiros britânicos foram mortos. Houve um clamor público na Grã-Bretanha pelas perdas. Os naufrágios minaram a confiança no governo britânico e prejudicaram a reputação da Marinha Real, quando muitos países ainda não tinham certeza sobre como tomar partido na guerra.

## Envolvidos na batalha
Marinha Britânica
- HMS Aboukir, cruzador blindado, carro-chefe
- HMS Hogue, cruzador blindado
- HM  Cressy, cruzador blindado

Marinha Alemã
- U-9, submarino